# إريك جونسون (لاعب كرة قدم أمريكية أمريكي)
إريك جونسون (بالإنجليزية: Eric Johnson)‏ هو لاعب كرة قدم أمريكية أمريكي، ولد في 30 أبريل 1976 في كارسون في الولايات المتحدة.

## وصلات خارجية
- أريك جونسون على موقع مرجع كرة القدم المحترفة.كوم (الإنجليزية)